# Helenów Drugi (gmina Krzymów)
Helenów Drugi – wieś w Polsce położona w województwie wielkopolskim, w powiecie konińskim, w gminie Krzymów.